# عبد الرحمن عودة
عبد الرحمن عودة (1 مايو - 1943م - 24 سبتمبر - 1969م) هو ثوري وطبيب مصري، ولد في قرية كفر الحاج شربيني مركز شربين بمحافظة الدقهلية. بدأ حياته الدراسية في مدرسة القرية الابتدائية. أتم دراسته الإعدادية بمدرسة شربين الإعدادية عام 1956.
درس المرحلة الثانوية بمدرسة شربين الثانوية التي سميت باسمه بعد استشهاده وحصل على الثانوية العامة من مدرسة السعيدية عام 1959 وكان عمره 16 سنة. التحق بكلية الطب جامعة القاهرة وحصل على البكالوريوس عام 1965 وكان عمره 22 سنه. عمل طبيب امتيازى بالقصر العينى بالقاهرة ثم مستشفى المنصورة الجامعى ثم طبيبا بالوحدات الصحيه بقرى محافظة الدقهليه. عمل نائب جراحة بالمؤسسة العلاجية بالقاهرة. حصل على دبلوم الجراحة في مارس 1968. تطوع في صفوف الفدائيين الفلسطينيين عام 1969. استشهد يوم 24 سبتمبر 1969م في إحدى المعارك.